# قطعنامه ۱۸۹ شورای امنیت
قطعنامه ۱۸۹ شورای امنیت سازمان ملل متحد که در تاریخ ۰۴ ژوئن ۱۹۶۴ تصویب شد، سندی بین‌المللی دربارهٔ شکایت در مورد اعمال تجاوز علیه سرزمین و جمعیت غیر نظامی کامبوج است. این قطعنامه طی نشست ۱۱۲۶ام با ۱۱ موافق، ۰ مخالف و ۰ ممتنع تصویب شد.